# 디미트라 알리스
디미트라 알리스(Dimitra Arliss, 1932년 10월 23일 ~ 2012년 1월 26일)는 미국의 성우, 연극 배우, 영화배우, 텔레비전 배우이다.
로레인에서 태어났으며 우들랜드힐스에서 사망하였다. 사인은 뇌졸중이다.  포리스트 론 메모리얼 파크에 매장되었다.

## 영화
- 블레스 더 차일드 (2000년)
- 벨라 마피아 (1997년)
- 이별 파티 (1996년)
- 크리스티나의 실종 (1993년)
- 파이어폭스 (1982년)
- 제너두 (1980년)
- 더 폴 오브 더 하우스 오브 어셔 (1979년)
- 깊은 밤 깊은 곳에 (1977년)
- 형사 Q (1976년)
- 스팅 (1973년) - 로레타 역